# The Great Misdirect
The Great Misdirect è il quinto album in studio del gruppo musicale statunitense Between the Buried and Me, pubblicato nell'ottobre 2009 dalla Victory Records.

## Tracce
1. Mirrors – 3:40
2. Obfuscation – 9:15
3. Disease, Injury, Madness – 11:05
4. Fossil Genera - A Feed from Cloud Mountain – 12:10
5. Desert of Song – 5:35
6. Swim to the Moon – 17:55

## Formazione
Gruppo
- Tommy Giles Rogers – voce, tastiera
- Paul Waggoner – chitarra, voce (traccia 5)
- Dustie Waring – chitarra
- Dan Briggs – basso
- Blake Richardson – batteria, percussioni

Altri musicisti
- Chuck Johnson - voce aggiuntiva (traccia 6)